# Боркум
Боркум (нім. Borkum) — місто в Німеччині, розташоване в землі Нижня Саксонія. Входить до складу району Лер. Повністю займає 30,74 км2 території однойменного острова, що належить до східної групи архіпелагу Фризькі острови, розташованого у Північному морі на північ від узбережжя континентальної Німеччини.
Населення становить 5008 ос. (станом на 31 грудня 2021).